# Мохамед Мамун
Мохамед Мамун (нар. 15 жовтня 1981) — колишній єгипетський тенісист.
Найвищу одиночну позицію світового рейтингу — 272 місце досяг 13 серпня 2007, парну — 457 місце — 2 жовтня 2006 року.

## Фінали ITF Ф'ючерс

### Одиночний розряд: 7 (2–5)
| Результат | В-П | Дата     | Турнір                | Покриття | Суперник             | Рахунок          |
| --------- | --- | -------- | --------------------- | -------- | -------------------- | ---------------- |
| Поразка   | 0–1 | Вер 2003 | Кенія F1, Момбаса     | Тверде   | Веслі Вайтгаус       | 5–7, 6–2, 6–7(6) |
| Поразка   | 0–2 | Тра 2006 | Кувейт F1, Mishref    | Тверде   | Марко К'юдінеллі     | 0–6, 2–6         |
| Поразка   | 0–3 | Чер 2006 | Туніс F3A, Карфаген   | Ґрунт    | Рабіє Чакі           | 1–6, 2–6         |
| Перемога  | 1–3 | Лис 2006 | Туніс F4, Сфакс       | Тверде   | Александрос Якуповіч | 1–6, 7–6(5), 7–5 |
| Поразка   | 1–4 | Кві 2007 | Єгипет F2, Каїр       | Ґрунт    | Лоран Рекундер       | 4–6, 3–6         |
| Поразка   | 1–5 | Вер 2007 | Єгипет F7, Каїр       | Ґрунт    | Шеріф Сабри          | 0–6, 6–4, 2–6    |
| Перемога  | 2–5 | Вер 2007 | Єгипет F8, Heliopolis | Ґрунт    | Карім Маамун         | 6–3, 6–2         |

### Парний розряд: 15 (8–7)
| Результат | В-П | Дата     | Турнір                           | Покриття | Партнер            | Суперники                        | Рахунок           |
| --------- | --- | -------- | -------------------------------- | -------- | ------------------ | -------------------------------- | ----------------- |
| Поразка   | 0–1 | Чер 2002 | Марокко F3, Агадір               | Ґрунт    | Карім Маамун       | Като Дзюн Майк Шайдвайлер        | 0–6, 2–6          |
| Перемога  | 1–1 | Лип 2002 | Єгипет F1, Dokki                 | Ґрунт    | Карім Маамун       | Душан Кароль Бенедікт Штронк     | 6–3, 3–6, 6–3     |
| Перемога  | 2–1 | Лип 2002 | Сербія і Чорногорія F5, Белград  | Ґрунт    | Стефан Робер       | Никола Чирич Ґоран Тошич         | 7–5, 6–2          |
| Поразка   | 2–2 | Бер 2003 | Франція F8, Мелен (Сена і Марна) | Килим    | Карім Маамун       | Міхаель Ламмер Роман Валент      | w/o               |
| Перемога  | 3–2 | Сер 2003 | Єгипет F1, Каїр                  | Ґрунт    | Карім Маамун       | Джалаль Чафай Талаль Ухабі       | 6–4, 6–3          |
| Поразка   | 3–3 | Січ 2004 | Катар F1A, Доха                  | Тверде   | Карім Маамун       | Філіпп Пецшнер Ларс Юбель        | 6–4, 3–6, 4–6     |
| Поразка   | 3–4 | Сер 2004 | Румунія F13, Арад                | Ґрунт    | Карім Маамун       | Кетелін-Йонуц Гирд Андрей Млендя | 6–3, 4–6, 6–7(4)  |
| Перемога  | 4–4 | Вер 2007 | Єгипет F6, Heliopolis            | Ґрунт    | Карім Маамун       | Махмуд Езз Шеріф Сабри           | 6–3, 6–4          |
| Перемога  | 5–4 | Вер 2007 | Єгипет F7, Каїр                  | Ґрунт    | Шеріф Сабри        | Реда Ель Амрані Юнес Рашиді      | 7–6(0), 6–2       |
| Перемога  | 6–4 | Вер 2007 | Єгипет F8, Heliopolis            | Ґрунт    | Карім Маамун       | Реда Ель Амрані Юнес Рашиді      | 6–4, 6–3          |
| Перемога  | 7–4 | Чер 2008 | Іран F1, Тегеран                 | Ґрунт    | Олексій Кедрюк     | Халук Аккоюн Ерґюн Зорлу         | 6–4, 7–6(2)       |
| Перемога  | 8–4 | Чер 2008 | Іран F2, Тегеран                 | Ґрунт    | Олексій Кедрюк     | Рохан Гаджар Мурад Іноятов       | 6–0, 7–6(3)       |
| Поразка   | 8–5 | Бер 2009 | Єгипет F4, Місто ім. 6 Жовтня    | Ґрунт    | Предраг Русевський | Мунір Аль Ааредж Талаль Ухабі    | 4–6, 6–4, [11–13] |
| Поразка   | 8–6 | Кві 2009 | Єгипет F6, Каїр                  | Ґрунт    | Предраг Русевський | Теодор-Дачан Кречун Карім Маамун | w/o               |
| Поразка   | 8–7 | Чер 2009 | Єгипет F9, Гіза                  | Ґрунт    | Талаль Ухабі       | Карім Маамун Шеріф Сабри         | 6–3, 1–6, [3–10]  |